# Ferdynand Zamojski
Ferdynand Jan Zamojski (ur. 21 października 1914 w Stanisławowie, zm. 18 września 1984 w Warszawie) – polski prozaik.
Ukończył studia na Wydziale Prawa Uniwersytetu Jana Kazimierza. Brał udział w kampanii wrześniowej w 1939 roku. W okresie okupacji pracował jako urzędnik skarbowy. W latach 1945–1949 przebywał w Gliwicach. Od 1949 roku mieszkał w Warszawie. Pracował początkowo w budownictwie, potem został ekonomistą w NIK.
Spoczywa na Cmentarzu Komunalnym Północnym na Wólce Węglowej (kwatera E-XVI-1)

## Twórczość
- Droga
- Powrót nad rzekę
- Ryby zielonych rzek
- Ryby i rybitwy
- Ciemność
- Dwaj z kaemów
- Smak niedopałka
- Światła bakanów
- Chłopiec z nad Bzury
- Grona jarzębiny
- Noc nad miastem
- Azyl nad Dniestrem